# شربل راجي
شربل راجي إعلامي لبناني 

## حياته
ولد شربل في الأشرفية بيروت، تخصص في إدارة الأعمال والتسويق من جامعة القديس يوسف عام 1998 حاصل على ماجستير من الجامعة اللبنانية وجامعة باريس عام 2001

## مشواره المهني
شارك في برنامج ستديو الفن عن فئة التقديم على شاشة المؤسسة اللبنانية للإرسال عام 1996 
بدأ بعدها في تقديم برامج الألعاب والمسابقات إضافة إلى البرامج السياسية الفنية والثقافية
منها برنامج «طني ورني» مع زميلته جويل فضول عام 1998
وحفل انتخاب ملكة جمال لبنان ومهرجانات في مناطق متعددة، وبرنامج Beat ضربت
كذلك شارك في تقديم البرنامج الصباحي نهاركم سعيد مع عدة إعلاميات أمثال مي متى وكاتيا مندلق وماغي عون وغيرهن.
إضافة للحفلات والسهرات الفنية وتغطية أهم الأحداث كمهرجان دبي للتسوق
عام 2002 قدم مع عدة زميلات برنامج شاي ما بعد الظهيرة مع عدة زميلات ك سنا نصر، زينة الراسي وجويل فضول.
عام 2006 إنتقل لشاشة روتانا موسيقى لتقديم نشرة آخر الأخبار بمشاركة رانيا السبع وماريال بعيني
في نفس العام قدم برنامج إكسترا فاكتور ضمن برنامج إكس فاكتور بموسمه الأول على روتانا موسيقى
عمل منتجا لشبكة سي أن أن في الإمارات العربية المتحدة بين العامين 2004 -2006
في يوليو عام 2006 بدأ عمله في منظمة اليونيسف عين في منصب المسؤول الإعلامي في مكتب اليونيسف الإقليمي لمنطقة الشرق الأوسط وشمال أفريقيا وأيضا كمتحدث ورئيس علاقات عامة تنقل بين الأردن والإمارات العربية، سافر للعمل معهم في الولايات المتحدة الأمريكية عام 2007 بعدها عاد إلى لبنان عام 2015 بعد مضي ثمانية سنوات في الغربة، تمرن ودرس التّمثيل على يد الممثلة تقلا شمعون لمشاركته بمسرحية من إعداد الممثل والمخرج جهاد الأندري
في مارس عام 2010 شارك عضو لجنة تحيكم في حفل اختيار أجمل عارض وعارضة أزياء في الأردن
شارك في تقديم حفل جوائز الموريكس دور في الأعوام 2011 2012 ،2014 ،2015
قدم مع نادية البساط سهرة عيد الميلاد في عام 2014 على شاشة إم تي في اللبنانية
أطل عبر شاشة إم تي في اللبنانية 
في يوليو 2015 قدم «مهرجانات الروّاد للتكريم»(AROUWAD AWARDS) في دورتها السنويّة الأولى التي كرّمت نخبة كبيرة من الشخصيات والروّاد من مختلف المجالات السياسيّة، والاقتصادية، والفنيّة، من مختلف أنحاء العالم.
عمل كاستشاري للتسويق والإعلان في إحدى الشركات في لبنان.في مايو 2019 عاد لتقديم برنامج بعنوان «تخيل» عبر الأنترنت وموقع المستقبل، في نوفمبر عام 2020 إنضم إلى شبكة سي أن أن بالعربية ليقدم برنامجا بعنوان “شربل يستقبل”